# Бабинці (Чортківський район)

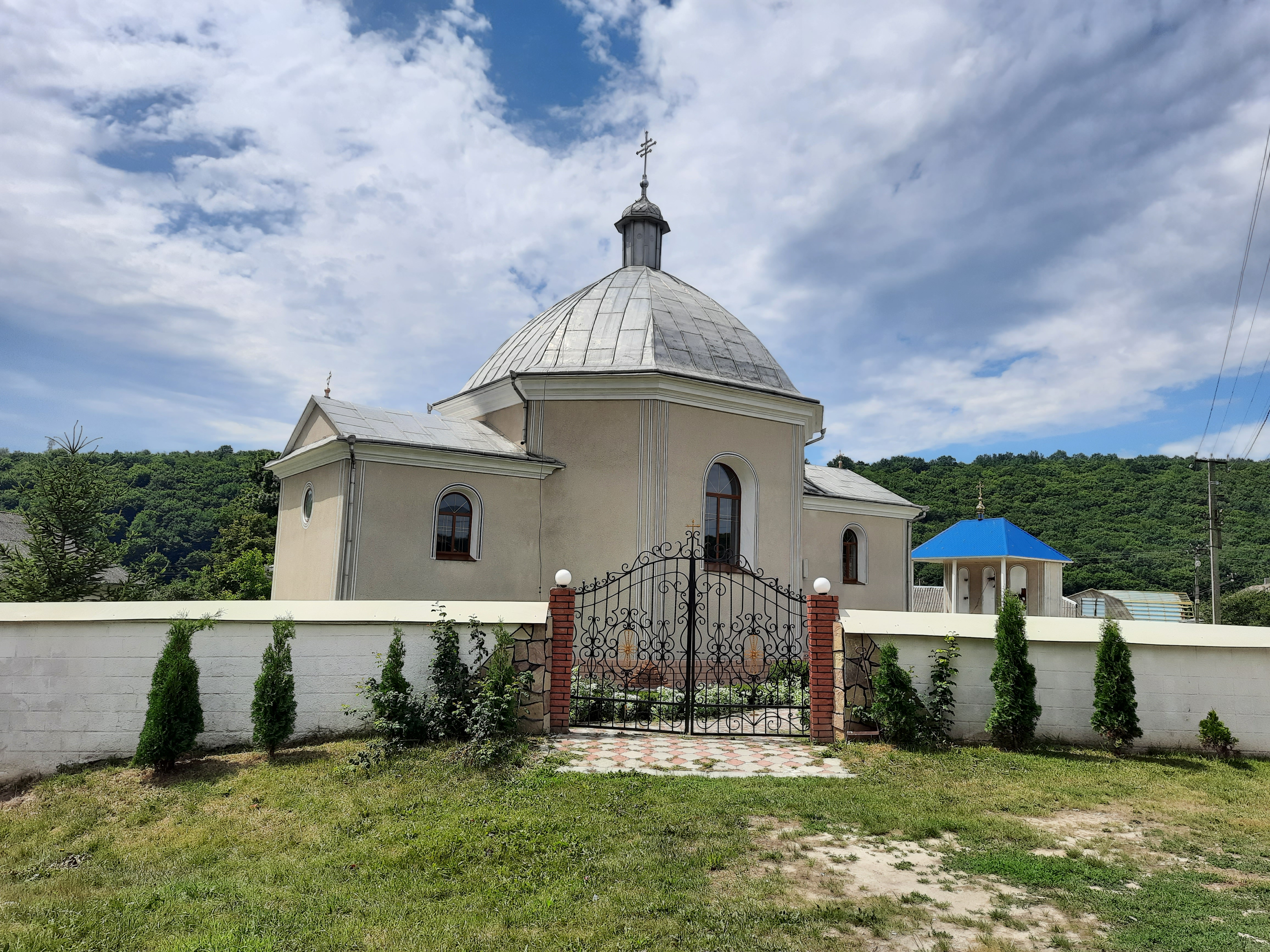
Церква Святої Трійці, 1869р

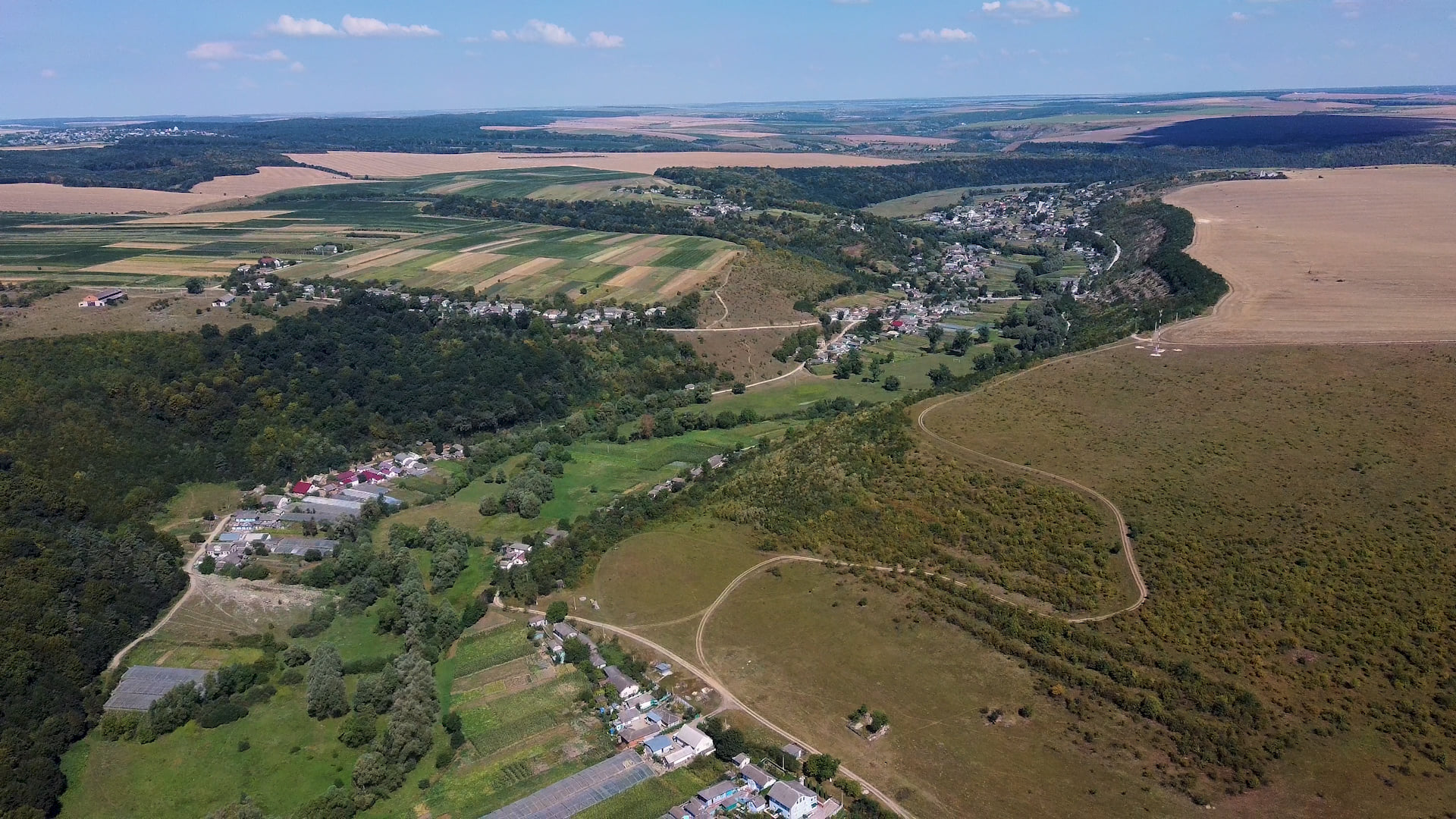

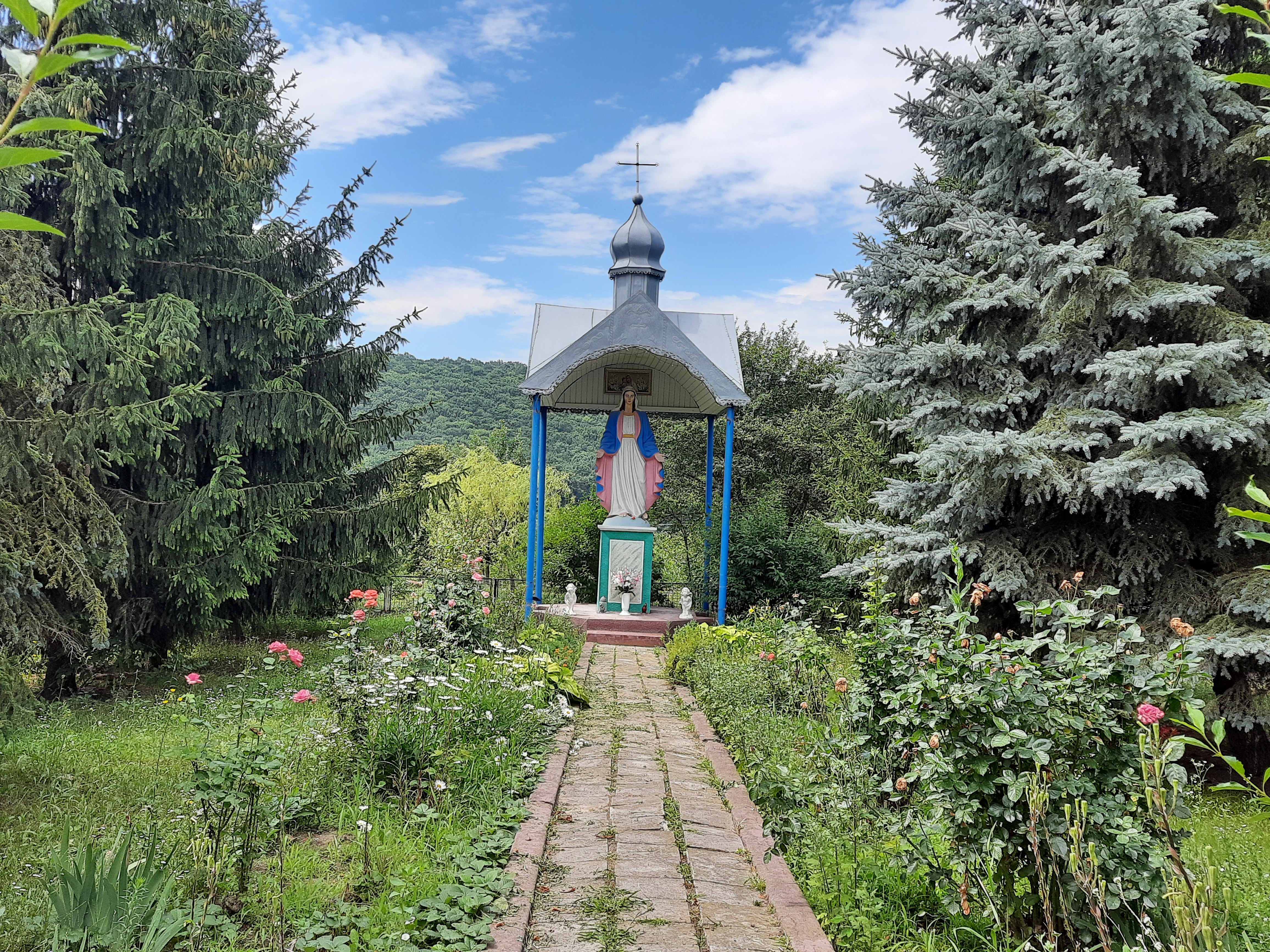
Статуя Божої Матері

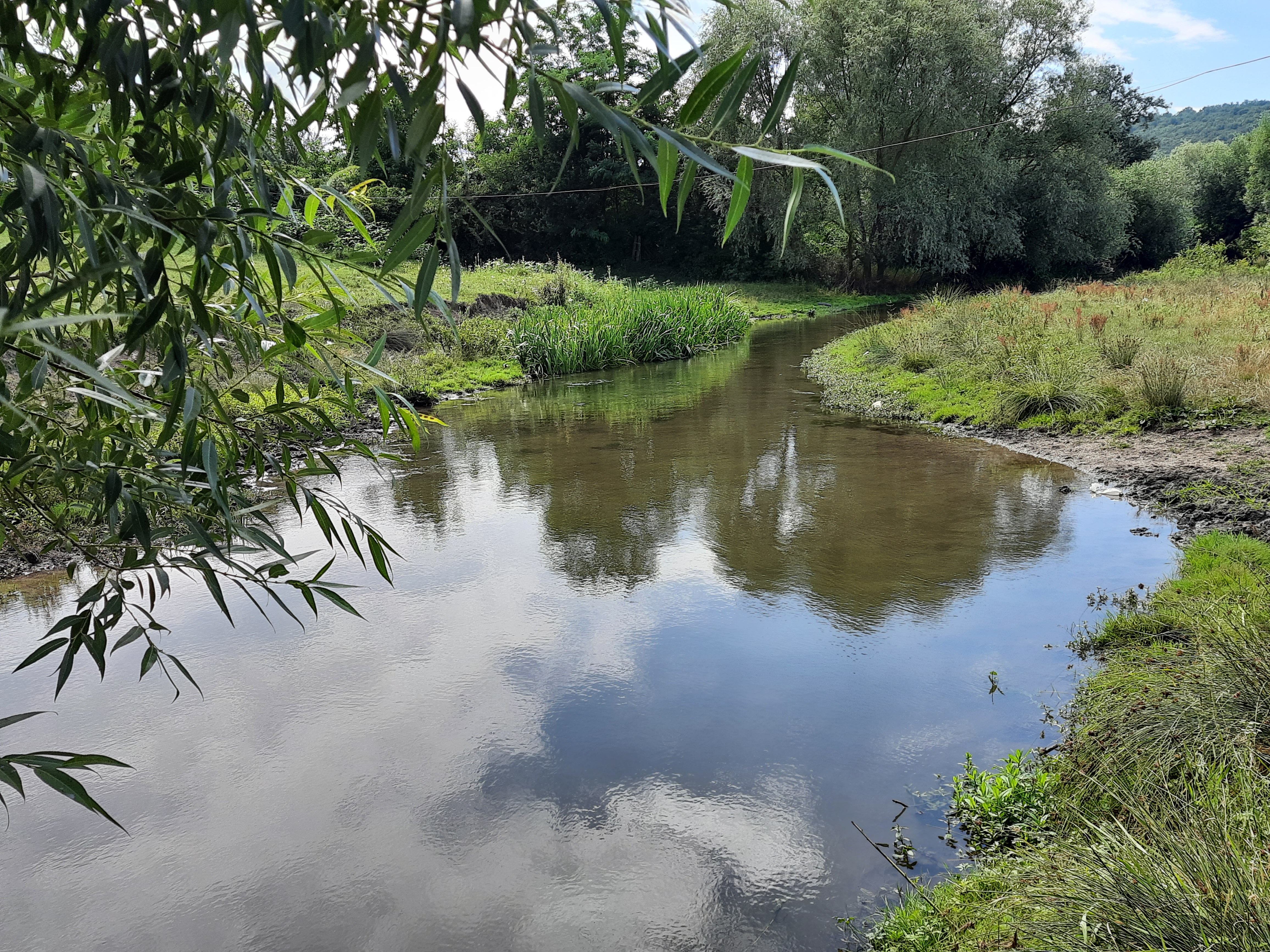
Річка Нічлава біля села

Ба́бинці — село в Україні, у Борщівській міській громаді Чортківського району Тернопільської області. Розташоване на південному заході району на річці Нічлава. Центр Бабинецького старостинського округу. До села у минулому був приєднаний хутір Стінка.
Дворів — 305. Населення — 816 осіб (2009). Національний склад — 99,9 % українці, серед інших є росіяни.

## Назва
Свою назву село пов'язує із каменем (Бабою), що стоїть на височині над долиною річка Нічлава. За легендою камінь — це закам'яніла скіфська жінка, яка пряла на Великдень за що і була покарана Богом.
До 1964 року щодо села часто вживали назву Бабинці від Кривчого, або Бабинці від Кривча, аби відрізнити від інших Бабинець — села Урожайного — Бабинець від Звенигорода.

## Географія
Село лежить у зоні помірно континентального клімату. Бабинці розташовані у «теплому Поділлі» — найтеплішому регіоні Тернопільської області.
Село розташоване на фізичній відстані 377 км від Києва, 103 км — від обласного центру міста Тернополя та 14 км від міста Борщів. Автошляхами від села до районного центру 16 км, найближчої залізничної станції — 13 км.
Сусідні населені пункти:
Рельєф гористий.
Ґрунтоутворюючими породами є леси, і лесові суглинки, вапняки, глини.
На околицях Бабинців розташовані невеликі ліси: Стінка, Ризи, Шистів, Надьків.

### Клімат
Улоговина, у якій розташоване село, сприяє формуванню своєрідного клімату із жарким літом, м'якою зимою та недостатньою кількістю опадів. Середня температура липня — плюс 22 0С — 22,5 0С, січня — мінус 5 0С.
| Клімат Бабинців                                      | Клімат Бабинців | Клімат Бабинців | Клімат Бабинців | Клімат Бабинців | Клімат Бабинців | Клімат Бабинців | Клімат Бабинців | Клімат Бабинців | Клімат Бабинців | Клімат Бабинців | Клімат Бабинців | Клімат Бабинців | Клімат Бабинців |
| Показник                                             | Січ.            | Лют.            | Бер.            | Квіт.           | Трав.           | Черв.           | Лип.            | Серп.           | Вер.            | Жовт.           | Лист.           | Груд.           |                 |
| Середній максимум, °C                                | −0,9            | 0,9             | 6,1             | 14,7            | 20,3            | 23,4            | 24,4            | 23,9            | 20,0            | 13,8            | 6,5             | 1,4             |                 |
| Середня температура, °C                              | −4,3            | −2,6            | 2,0             | 9,3             | 14,7            | 18,0            | 19,2            | 18,5            | 14,7            | 9,1             | 3,3             | −1,5            |                 |
| Середній мінімум, °C                                 | −7,7            | −6              | −2,1            | 3,9             | 9,2             | 12,6            | 14,0            | 13,1            | 9,4             | 4,4             | 0,1             | −4,4            |                 |
| Норма опадів, мм                                     | 32              | 31              | 32              | 53              | 74              | 99              | 98              | 63              | 53              | 35              | 35              | 37              |                 |
| ---------------------------------------------------- | --------------- | --------------- | --------------- | --------------- | --------------- | --------------- | --------------- | --------------- | --------------- | --------------- | --------------- | --------------- | --------------- |
| Джерело: http://fr.climate-data.org/location/265467/ |                 |                 |                 |                 |                 |                 |                 |                 |                 |                 |                 |                 |                 |

### Вулиці
У Бабинцях є вулиці: Біля Церкви, Голятин, Двір, Коноплиська, Луги, Підгора, Піднатьків, Підскали, Полик, Ринок, Слобідка, Центральна та Шум.

## Історія

### Археологічні знахідки
Біля Бабинців виявлено археологічні пам'ятки середнього палеоліту та мезоліту, давньоруське городище (12 ст.).

### Польський період

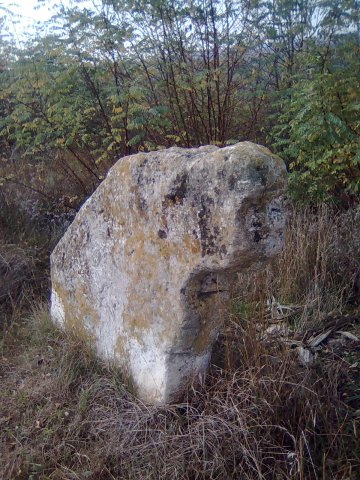
«Кам'яна баба», камінь, від якого походить назва села

Перша писемна згадка датується 1428 р..
На початку 16 століття, як встановив сучасний польський історик Ришард Щигель, Бабинці мали статус містечка. У 1523 році шляхтич Ян Кемліч отримав для Бабинців локаційний привілей на німецькому праві. Протягом 1530—1547 рр. населений пункт фіґурував як місто.
1563 року власником села, як і сусіднього Кривчого, був польський шляхтич, кам'янецький гродський суддя Вавжинець Мілєський.
У 1565-1569 рр. Бабинцями володіли Кемлічі та Хотимирські. Відтоді в податковому реєстрі значилось як село. У документах 1622 р. Бабинці знову згадані як містечко.
На північній околиці села, найімовірніше на лівому високому березі річки Нічлава, для захисту від турків і татар Лянцкоронськими було побудовано оборонний замок, зруйнований в часи останніх турецьких війн XVII ст. Нині про оборонний замок нагадує лише мікротопонім — «Замок». Про фортецю та її підземелля збереглися місцеві перекази. У 1993 році під час археологічної експедиції виявлено неглибокі рови (можливо, сліди від розібраних фундаментів) та кілька западин.
У краєзнавчій розвідці з 1874 р. Антоні Шнайдер писав:
|  | Згодом в Бабинцях виник збудований Лянцкоронськими оборонний замок, знищений в час останніх турецьких воєн XVII ст. При розбиранні замку в 1830 р. у відкритій пивниці знайдено рештки якоїсь підводи, від якої залишилось лише залізо, і трохи бронзи. Новітніми часами замок цілком зник з людського ока, і лише назва та перекази вказують місце, де він колись стояв |

### Австрійський період
З 1772 по 1795 рр. Бабинці належали С. Потоцькому після смерті якого, стали власністю Голейовських.
У 1782 р. власником села став теребовлянський мечник Том Городинський (похований у гробівці, який знаходиться на місцевому цвинтарі) та його сини.
У другій половині XIX століття в селі було збудовано потужний млин американського типу на 12 каменів та 8 фолюшів (там били сукно), що діяв до 1950-х років.
У 1838 р. село стає центром великого повстання. Його жителі Ф. Чубей і Ф. Сірман, вибрані уповноваженими від громади, у травні 1838 р. вирушили до Відня — столиці Австро-Угорської імперії, зі скаргою на свого поміщика Городинського і були прийняті австрійським імператором. Після їх повернення, повстання охопило цілу округу, однак, було придушене австрійськими військами.
У 1861—1866 рр. депутатом Галицького сейму по виборчому окрузі Борщів-Мельниця був заможний селянин із Бабинців Теодор (Федір) Андрейчук.
З 1863 р. Бабинці перебувають у власності поміщиків Миколаєвичів.
1872 — велика пожежа знищила 50 дворів, загинули люди.
У 1900 році Бабинці — центр великого сільськогосподарського страйку.

### Перша світова війна. Українська революція

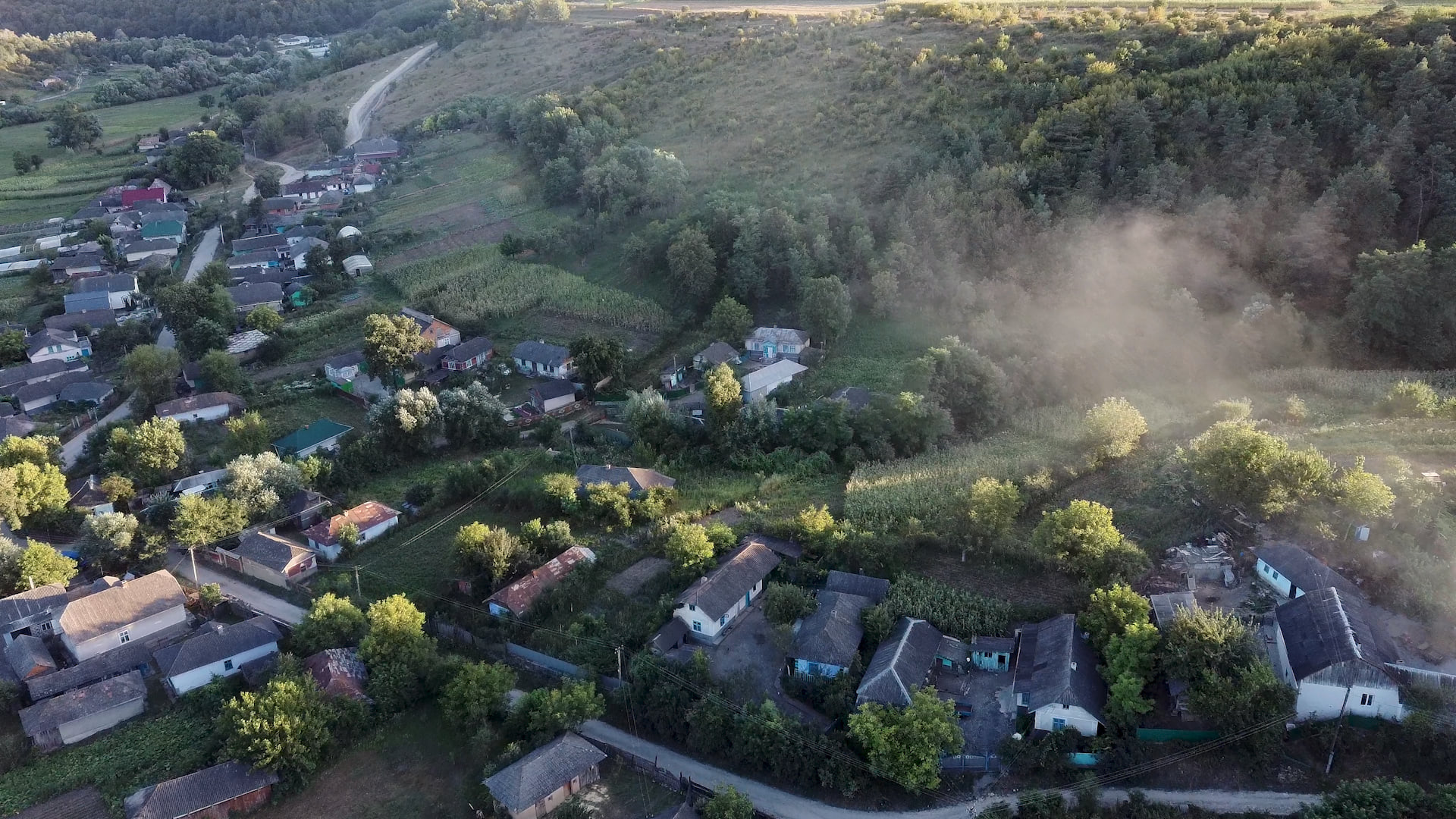

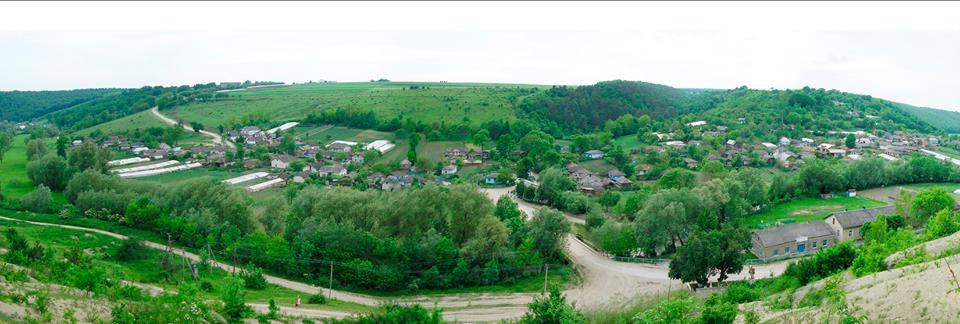

У 1914 році село утворювало окрему гміну Бабинці від Кривчого. Склад гмінної ради на 1914 рік:
- війт — Василь Бабій (обраний 1908 року)
- заступник війта — Іван Ткач (обраний 1914 року)
- писар — Андрій Андрійчук (обраний 1908 року)
- касир — Онуфрій Гичко
- жандарм — Роман Лукій

З 1653 морґів землі 250 належало громаді, 1403 — поміщику Корнилію Миколайовичу.
Під час польсько-української війни в УГА воювали уродженці села Іван і Михайло Андрейчуки.

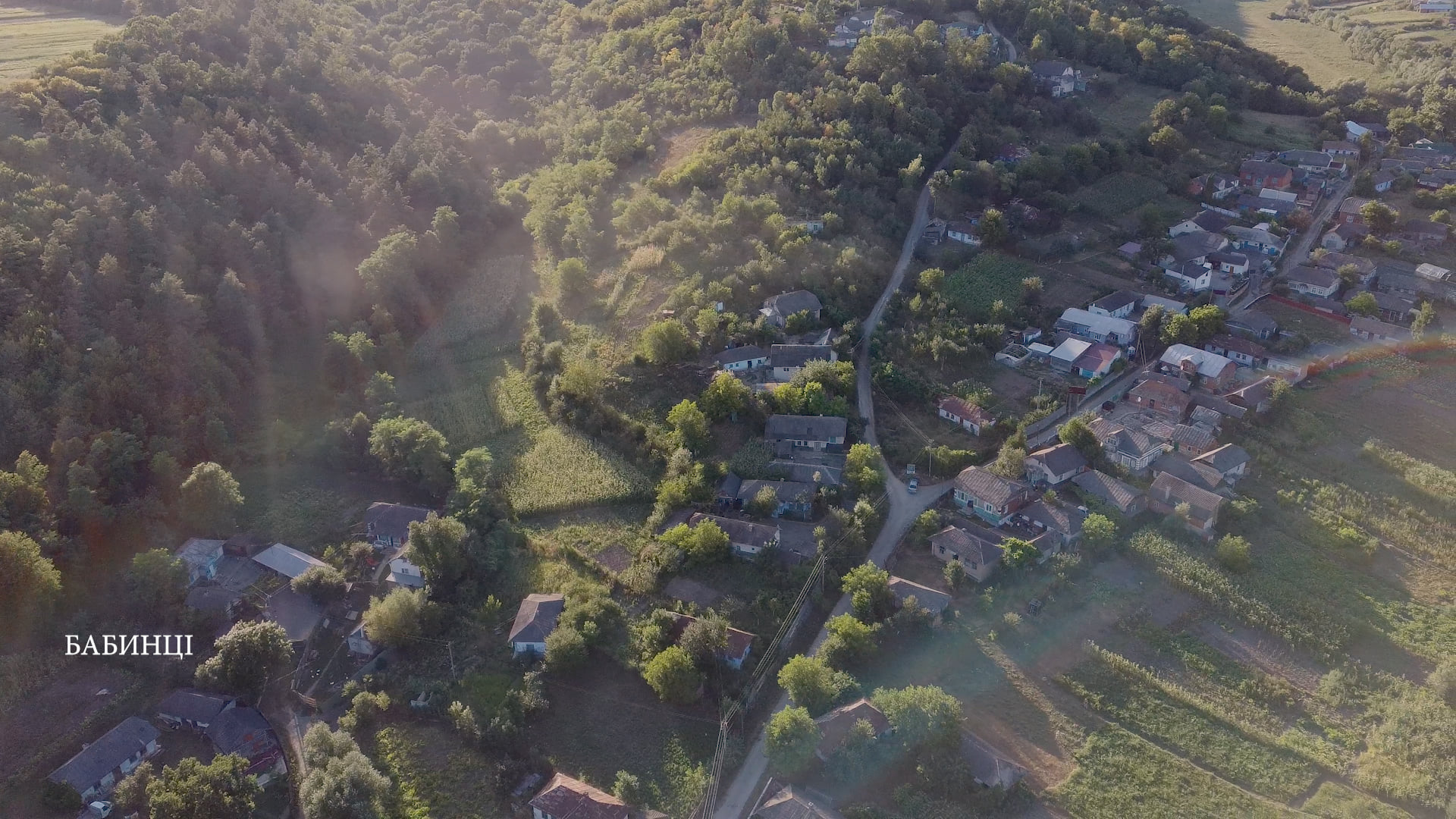

### Міжвоєнний період
14 квітня 1930 року в селі пройшло народне віче, яке зорганізувало Українське Національно-Демократичне Об'єднання. Присутні на зібранні ухвалили резолюцію «з протестом проти руйнуючої московсько-большевицької політики на Великій Україні».

### Друга світова війна
З початку ХХ ст. і до 1939 р. в селі діяли організації «Січ», «Сокіл», товариство «Просвіта», Народний дім, кооперативне товариство «Бджола».
Від 7 липня 1941 року село зайняла німецька окупаційна адміністрація.
В ОУН та УПА перебувало 55 осіб. З них загинуло 32. Серед них — Лукій Михайло Васильович, референт Служби безпеки Борщівського району.
| Полеглі члени ОУН і вояки УПА | Полеглі члени ОУН і вояки УПА | Полеглі члени ОУН і вояки УПА | Полеглі члени ОУН і вояки УПА | Полеглі члени ОУН і вояки УПА |
| №                             | П. І. Б                       | Р. Н.                         | Р. С.                         | Коротка інформація |
| ----------------------------- | ----------------------------- | ----------------------------- | ----------------------------- | --- |
| 1                             | Андрійчук Василь Іванович     | 3 січня 1922                  | 25 листопада 1942             | Член ОУН (псевдо «Сокіл»). Студент Чортківської гімназії. Заарештований Німецьким гестапо 1942 року. Розстріляний у Львові.                                                                |
| 2                             | Андрійчук Ганна               | невідомо                      | 1948                          | Симпатик ОУН. Розстріляно МДБ. Похована у с Бабинці. |
| 3                             | Андрусик Іван Дмитрович       | 1918                          | 17 грудня 1946                | Член ОУН (псевдо «Дуб»). Підпільник. Загинув під час бою у Мушкатівці. |
| 4                             | Бирка Михайло Дмитрович       | 1927                          | 27 березня 1945               | Член ОУН (псевдом"Чорногор"). Кущовий референт молодіжної організації «Юнак». Загинув під час облавного бою на полі в районі сіл Бабинці-Худиківці. Застрілився. Тіло відвезли до Борщева. |
| 5                             | Гуска Михайло Семенович       | 1926                          | 5 вересня 1946                | Член ОУН (псевдо «Тополя»). Кущовий пропагандист. Загинув у бою з військами МДБ у селі Сков'ятин.                                                                                          |
| 6                             | Гуска Михайло Іванович        | 1926                          | невідомо                      | Член ОУН (псевда «Шпак», «Кармелюк»). Стрілець УПА. Загинув у бою з МДБ в с. Сосулівка Чортківського району.                                                                               |
| 7                             | Гуска Василь Максимович       | 1924                          | 5 січня 1945                  | Член ОУН (псевдо «Султан»). Старший вістун. Загинув під час наскоку більшовицьких військ на с. Бабинці. Похований у селі Бабинці.                                                          |
| 8                             | Гуска Іван Васильович         | 1921                          | 5 січня 1945                  | Член ОУН (псевдо «Карий»). Станичний господарчий. Загинув під час наскоку більшовицьких військ на с. Бабинці. Похований у с. Бабинці.                                                      |
| 9                             | Гуска Іван Максимович         | 1918                          | 1944                          | Член ОУН. Підпільник. Розстріляний НКВС. Похований у селі Бабинці. |
| 10                            | Гуска Іван                    | 1908                          | 1945                          | Член ОУН. Перший організатор СКВ у селі. Загинув у Сибіру. |
| 11                            | Гнатюк Федір Семенович        | 1922                          | 26 квітня 1950                | Член ОУН (псевдо «Ігор»). Підпільник. Загинув під час облавного бою з військами МДБ. Тіло відвезли до Борщева.                                                                             |
| 12                            | Гижка Степан Іванович         | 1923                          | початок травня 1944           | Член ОУН (псевдо «Береза»). Стрілець УПА. Загинув під час боїв з силами НКВС у циганських лісах.                                                                                           |
| 13                            | Ємбрик Василь Юрійович        | 1917                          | 1950                          | Чпен ОУН (псевдо «Чумак»). Підпільник Закатований МДБ. Похований у с. Бабинці |
| 14                            | Ковалюк Ганна Іванівна        | 1920                          | 1950                          | Член ОУН. (псевдо «Галка»). Закатована емдебівцями у Борщівській тюрмі. |
| 15                            | Ковалюк Василь Іванович       | 1924                          | 1948                          | Член ОУН (псевдо «Луна»). Підпільник. Загинув, потрапивши на засідку МДБ. |
| 16                            | Козар Михайло Прокопович      | 1907                          | невідомо                      | Чпен ОУН. Заарештований службою «Смерш» у Червоній армії. Пропав безвісти. |
| 17                            | Лукій Михайло Васильович      | 1926                          | 24 липня 1950                 | Член ОУН (псевда «Нечай», «Прометей»). Референт Служби безпеки Борщівського району. Загинув у перестрілці з емдебістами. Тіло відвезли до Борщева.                                         |
| 18                            | Ланюк Михайло Іванович        | 1920                          | 1945                          | Член ОУН (псевдо «Гайовий»). Підпільник. Розстріляний НКВС. Похований у с. Бабинці. |
| 19                            | Лаба Йосафат Васильович       | 1931                          | 20 червня 1950                | Член ОУН (псевдо «Явір»). Підпільник. Загинув на полі біля села Бабинці. |
| 20                            | Лаба Василь Семенович         | 1901                          | 1944                          | Член ОУН. Підпільник. Розстріляний НКВС. Похований у селі Бабинці. |
| 21                            | Лаба Роман Васильович         | 1922                          | 1950                          | Симпатик ОУН. Розстріляний МДБ. Похований у селі Бабинці. |
| 22                            | Мартинюк Дмитро Іванович      | 1923                          | липень 1945                   | Член ОУН (псевда «Береза», «Бурлака»). Стрілець УПА. Загинув під час бою у селі Сосулівка Чортківського району.                                                                            |
| 23                            | Мартинюк Еммануїл             | 1923                          | 1944                          | Член ОУН. Підпільник. Розстріляний НКВС. Похований у селі Бабинці. |
| 24                            | Мартинюк Федір                | 1914                          | 6 січня 1945                  | Член ОУН (псевдо «Богун»). Стрілець УПА. Загинув під час бою з військами НКВС. |
| 25                            | Олексюк Леонід Федорович      | 1913                          | 5 травня 1944                 | Член ОУН (псевдо «Крук»). Підпільник. Розстріляний НКВС. Похований у селі Бабинці. |
| 26                            | Пелих Петро Дмитрович         | 1929                          | 26 квітня 1950                | Член ОУН. Підпільник. Загинув у криївці, оточеній МДБ. |
| 27                            | Солтис Степан Васильович      | 1924                          | 9 січня 1946                  | Член ОУН (псевдо «Сурма»). Підпільник. Важкопоранений, закатований. Віднайдено тільки голову у Мельниці-Подільській. Похований у с. Бабинці.                                               |
| 28                            | Сапач Іван                    | 1926                          | невідомо                      | Член ОУН (псевдо «Лемик»). Підпільник. Загинув у обложеній чекістами криївці. Похований у селі Бабинці.                                                                                    |
| 29                            | Чубей Семен Гнатович          | 1900                          | 5 січня 1945                  | Член ОУН (псевдо «Бджілка»). Підпільник. Розстріляний НКВС. Похоронений у селі Бабинці. |
| 30                            | Чубей Дмитро Семенович        | 1926                          | 14 березня 1945               | Член ОУН (псевда «Орел», «Чорноморець»). Кулеметник куреня «Сірих вовків» («Бистрого»). Загинув у бою в селі Худіївці. Похований у с. Худіївці                                             |
| 31                            | Чубей Манолій Гнатович        | 1918                          | зима 1947                     | Член ОУН (псевдо «Старий»). Підпільник. |

Під час німецько-радянської війни у Червоній армії воювали проти гітлерівців 133 мешканці села, з них 23 загинули, 35 пропали безвісти, 14 повернулись інвалідами, 64 нагороджені орденами й медалями.
Бабинці були визволені від німецької окупації 7 квітня 1944 р.

### Період Незалежної України
До 19 липня 2020 р. належало до Борщівського району.
З 20 листопада 2020 р. належить до Борщівської міської громади.

## Населення
У 1810 році в селі було 195 родин, 138 житлових будинків і 984 мешканці. Кількість населення: 1900 р. — 339 осіб, 1910 рік — 336. У 1914 році в селі мешкало 860 осіб.
Станом на 30 вересня 1921 р. у селі мешкало 360 осіб (було 82 двори), 1931 р. — 416 осіб (94 двори).
У 2009 році населення села становило 816 осіб, у 2014 році — 701 особа.
Згідно з переписом УРСР 1989 року чисельність наявного населення села становила 1026 осіб, з яких 456 чоловіків та 570 жінок.
За переписом населення України 2001 року в селі мешкало 889 осіб.

### Мова
Розподіл населення за рідною мовою за даними перепису 2001 року:
| Мова       | Відсоток |
| ---------- | -------- |
| українська | 99,67 %  |
| російська  | 0,22 %   |
| білоруська | 0,11 %   |

## Пам'ятки
У селі споруджено церкву Святої Тройці (1869), «фігура» Матері Божої (2003), Капличка родини В. Шушка (особистого охоронця Степана Бандери в 1953-59 рр.) (1998), капличка збудована з нагоди започаткування проведення відпусту з ініціативи С. Ножки (2004).
Також зберігся мурований гробівець поміщиків Городинських (перша чверть XIX ст.);

Церква Святої Трійці, 1869р.
Капличка родини В. Шушка (1922-2006) (особистий охоронець С. Бандери в 1953-59 рр.), 1998 р.
«Фігура» Матері Божої (2003, автор — місцевий скульптор та художник Я. Ромашенко)

### Пам'ятники і пам'ятні знаки
Встановлено пам'ятники і пам'ятні знаки:
- хрест на честь скасування панщини 1848
- пам'ятник полеглим у німецько-радянській війні воїнам-односельцям (1966)
- насипана символічна могила воякам УПА (1991).
- встановлено меморіальний комплекс героям Небесної Сотні та російсько-української війни (2021).

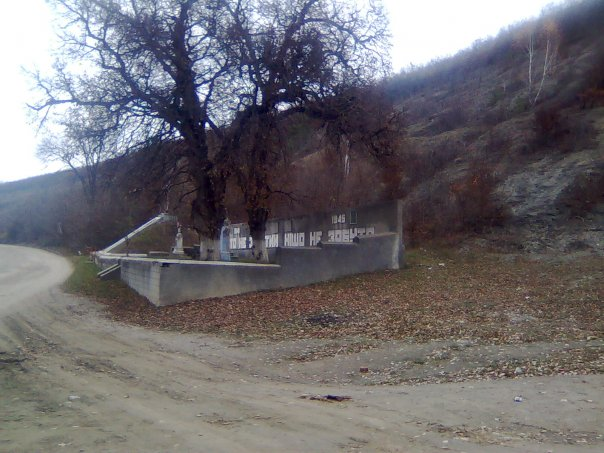
Хрест та липи на честь скасування панщини
Пам'ятник полеглим у німецько-радянській війні воїнам-односельцям
Символічна могила воякам УПА

## Освіта та охорона здоров'я
За австро-угорської влади діяла однокласна школа з польською мовою навчання, де вчителював українець С. Дергак.
До 1928 р. в Бабинцях діяла двокласна школа; з 1928 по 1939 — чотирикласна; з 1939 по 1951 — семирічна; з 1951 по 1956 — середня; з 1956 по 1961 — семирічна; з 1961 по 1993 — восьмирічна; з 1993 р. — ЗОШ І-ІІ ступенів. У червні 2021 р., рішенням Борщівської міської ради, Бабинецьку ЗОШ І-ІІ ступенів реорганізовано у Бабинецьку початкову школу.
Діють також дитячий садок «Сонечко» та бібліотека.
У селі діє фельдшерсько-акушерський пункт.

## Економіка
У селі працюють підприємства:
- Розвиває свої потужності місцеве приватне підприємство "Кленія"
- Приватне агропромислове підприємство «Надія», селянське (фермерське) господарство «Доля», селянське (фермерське) господарство «Ключ», селянське (фермерське) господарство «Пролісок», селянське (фермерське) господарство «Терен», фермерське господарство «Атлант» — займаються вирощуванням зернових культур.

### Транспорт
За 5 км від села пролягає автошлях Тернопіль-Жванець (село Хмельницької області).
У селі є автобусна зупинка. До села щоденно крім неділі курсує автобус Борщів-Бабинці.

## Відомі люди

### Народилися
- Василь Гречка (1987—2016) — український військовик,
- Лукій Михайло Васильович (? — 1950) — член ОУН-УПА — референт Служби безпеки Борщівського району.
- Йосафат Лазорко (*1930) — письменник, громадський діяч,
- Маркіян Чубей (1940—2017) — вчений-астроном,
- Михайло Гнатюк (*1944) — професор медицини,
- Ганна Малицька (*1947) — професор фізико-математичних наук,
- Ганна Костів-Гуска (*1947) — українська поетеса, член спілки письменників України,
- Василь Ткачик (Василько) (*1952) — вчений і поет,
- Андрійчук Теодор (1808—1876) — посол до Галицького сейму,
- Василь Сушко — діяч ОУН, особистий охоронець Степана Бандери.

### Проживали
- поетеса, соратниця Івана Франка Климентина Попович-Боярська (1941—1945, тут і похована).